# NGC 908
NGC 908 (другие обозначения — ESO 545-11, MCG -4-6-35, UGCA 29, IRAS02207-2127, PGC 9057) — спиральная галактика с перемычкой (SBc) в созвездии Кит.
Этот объект входит в число перечисленных в оригинальной редакции «Нового общего каталога».
Используется в классификации галактик Жерара де Вокулёра в качестве примера галактики типа SA(s)c.
В галактике вспыхнула сверхновая SN 2006ce типа Ia, её пиковая видимая звездная величина составила 12,4.
Галактика NGC 908 входит в состав группы галактик NGC 908. Помимо NGC 908 в группу также входят ESO 544-30, PGC 8666, NGC 899, IC 223, NGC 907, ESO 545-16 и ESO 545-2.